# 큐베이스
큐베이스(Cubase)는 독일의 음악 소프트웨어 및 음향기기 업체 스테인버그(Steinberg)가 개발한 디지털 오디오 워크스테이션(DAW)이다. MIDI 신호를 제어하는 음악 시퀀싱, 디지털 오디오 편집, 믹싱 등이 모두 가능한 소프트웨어로, 스타인버그가 자체 개발한 VST규격을 통해 샘플러, 신시사이저 등의 가상 악기(Virtual Instrument)를 동작시킬 수 있고, 고가 아웃 보드를 모델링한 각종 다이나믹계, 공간계 이펙터 프로세싱을 소프트웨어 상에서 거의 실시간으로 구현할 수 있다.
아타리(Atari)용으로 1.0 버전이 제작된 이후, Cubase Audio, Score, VST, SX 등을 거쳐 현재 9.5.1 버전까지 출시되어 있으며, 맥(Macintosh)과 PC버전 모두 출시되지만, 주로 윈도 기반의 이용자들에게 널리 사용되고 있다.
스타인버그사는 큐베이스와 누엔도(Nuendo), 2종의 DAW를 출시했는데, 큐베이스는 음악을 창작하는 프로듀서들에게 주로 쓰이고, 누엔도(Nuendo)는 믹싱 등 오디오 포스트-프로덕션 작업에 주로 쓰이며, 두 소프트웨어 모두 VST, DXi(DirexctX Instrument) 규격을 지원하고, 프로젝트 파일(확장자 cpr, npr)은 서로 호환된다.
비슷한 용도의 타사 소프트웨어로는 애플이 개발한 맥 OSX 기반의 로직(Logic Pro/Express/Studio), 모투(MOTU)의 디지털 퍼포머(Digital Performer) 등이 있고, 윈도 기반의 케이크워크 소나(Cakewalk Sonar) 등이 있다.

## 같이 보기
- VST (Virtual Studio Technology, 스타인버그사가 개발한 가상 스튜디오 구현 기술, 플러그인 규격)
- AU (Audio Unit, 애플이 개발한 VST 유사 규격)